# 渡辺通 (武将)
渡辺 通（わたなべ とおる/かよう）は、戦国時代の武将。毛利氏の家臣。

## 出自
渡辺氏は源頼光の家臣・渡辺綱の後裔で、嵯峨源氏の伝統に従い、代々一字名を名乗った。

## 生涯

### 相合殿事件
安芸国高田郡吉田の吉田郡山城を本拠とする国人・毛利氏の重臣である渡辺勝の嫡男として生まれる。
大永4年（1524年）、父の勝が毛利元就の異母弟である相合元綱を擁立して元就に反乱を起こそうとして粛清されると、通は母と共に備後国国人・山内直通の下に逃亡した。通は山内直通のもとで元服し、「通」の偏諱を与えられた。

### 毛利氏帰参
元就は、天文3年（1534年）から天文4年（1535年）にかけ山内氏と懇親を深めており、これを好機と捉えた山内直通は、通の毛利氏復帰と渡辺氏再興を元就に要請した。元就は、山内氏懐柔のために渋々ながら渡辺氏再興を受け入れ、通は毛利氏へ復帰することを許された。

### 吉田郡山城の戦い
天文9年（1540年）6月16日夜、安芸国賀茂郡造賀における平賀興貞との合戦において敵兵の首級1つを討ち取り、この合戦の首注文の筆頭には通の武功が記されている。
同年に始まる吉田郡山城の戦いにおいては、同年9月12日の鎗分の戦いで敵兵の首級1つを討ち取り、同年10月11日の青山の戦いにも参加した。
天文10年（1541年）1月13日、尼子軍への攻撃において敵兵の首級1つを討ち取り、大内義隆に提出された首注文において、通の武功が筆頭に記載されている

### 最期
天文11年（1542年）1月から始まる大内義隆による出雲遠征（第一次月山富田城の戦い）では毛利元就に従って出雲国へ出陣した。
同年3月16日、元々は渡辺氏に与えられていた安芸国の豊嶋定末名を元就から知行地として与えられる。
翌天文12年（1543年）、大内軍は月山富田城を攻めるが難航。さらに糧道にて尼子軍のゲリラ戦術を受け兵站の補給に苦しんだうえ、尼子方から大内方に鞍替えして参陣した三刀屋久扶、三沢為清、本城常光、吉川興経などの国人衆が再び尼子方に寝返り、大内軍は撤退を開始。殿軍を命じられた毛利軍が領国の安芸国へ撤退する途中、石見国邇摩郡の大江坂七曲（降露坂）で尼子軍の追撃を受けて追い詰められた。この時の戦いで通が元就の身代わりとなって壮烈な戦死を遂げたのをはじめとして、同族の渡辺平蔵、児玉元保、三戸就清、内藤元茂、井上就良らが奮戦の末に戦死した。彼らが戦死した場所が、現在の島根県大田市温泉津町小浜の七騎坂といわれる。

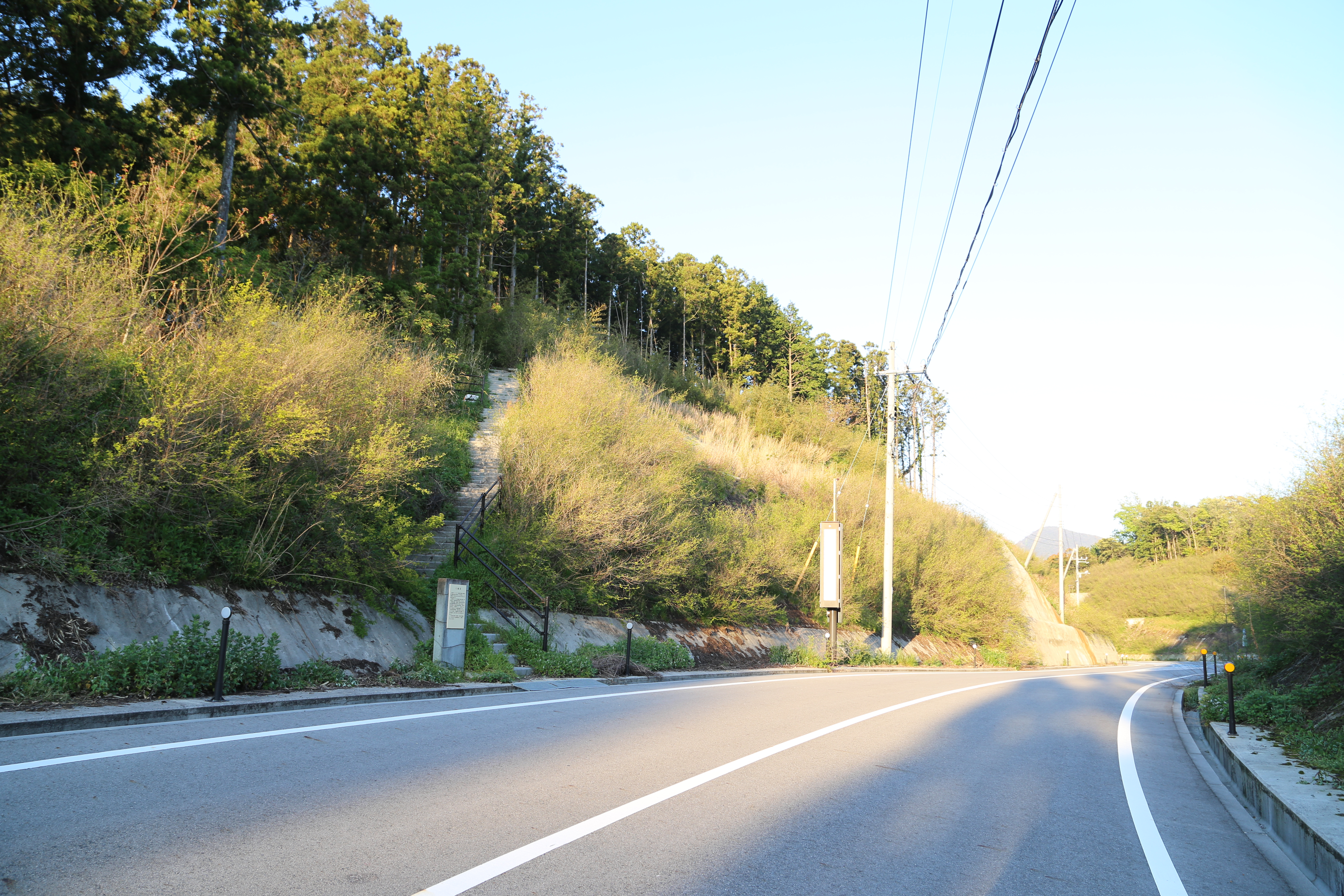
渡辺通終焉の地「七騎坂」

### 没後
無事安芸への帰還を果たした元就は、通の献身に感銘を受け、渡辺の家を決して見捨てないと誓い、通の子・長を股肱の臣として重用した。その姿勢は毛利家の子々孫々まで受け継がれ、長州藩における正月の甲冑開きの儀式は、渡辺家の者が代々先頭の栄誉に与かることとなった。
寛保2年（1742年）5月7日には、通の子孫である萩藩士・渡辺悠が通の200年忌供養として萩の常念寺に通の功績を刻んだ功徳碑が建立し、功徳碑の撰文を萩藩の藩校である明倫館の第2代祭主を務めた儒学者・山県周南が担当した。

## 逸話
- 寛保2年（1742年）5月7日に通の子孫である萩藩士・渡辺悠と萩藩の儒学者である山県周南によって建てられた、通の功績を刻んだ功徳碑によると、通は膂力に優れて槍の扱いに長けており、与えられた鈴を槍に付けて活躍したことから「鈴槍通」と称されたという[2]。

## 関連作品
- 『毛利元就』（1997年、NHK大河ドラマ、演：勝村政信）